# Montastrea colemani
Montastrea colemani är en korallart som beskrevs av Veron 2002. Montastrea colemani ingår i släktet Montastrea och familjen Faviidae. IUCN kategoriserar arten globalt som nära hotad. Inga underarter finns listade i Catalogue of Life.